# سينوبولي
هي مدينة تقع في مقاطعة ريدجو كالابريا في إيطاليا . تقع على بعد حوالي 90 كيلومترا جنوب غربي من كاتانزارو وحوالي 30 كم شمال شرق مدينة ريجيو كالابريا . بتاريخ 31 ديسمبر 2004، كان عدد سكانها 2303 ومساحتها 25.8 كيلومتر مربع .